# Sammy Beswick
Samuel McAdam Beswick (3 tháng 3 năm 1903 – 15 tháng 12 năm 1966) là một cầu thủ bóng đá thi đấu ở vị trí tiền đạo trung tâm cho Stockport County, Tranmere Rovers và Rhyl.